# Max Schrems

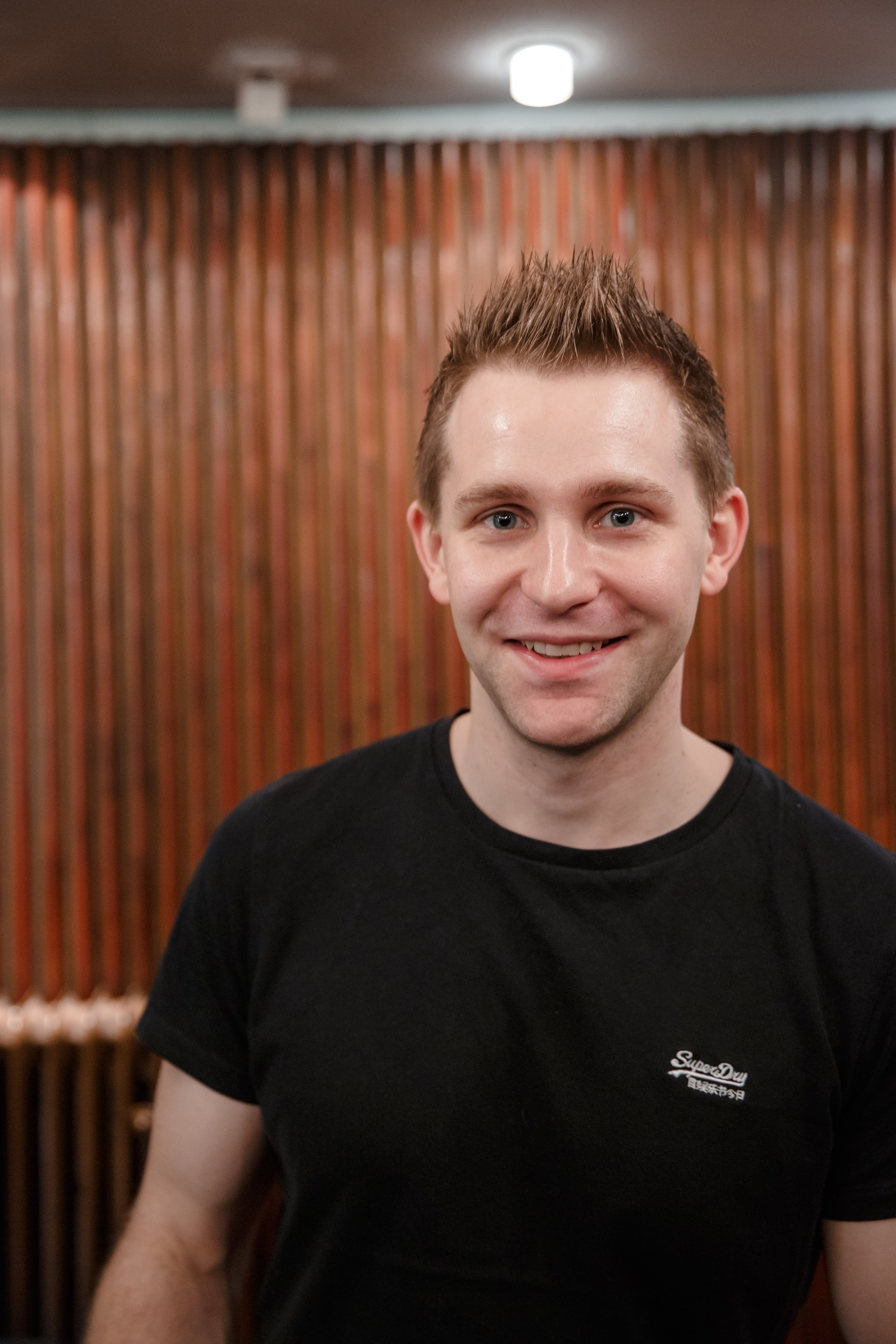
Max Schrems (2016)

Maximilian "Max" Schrems (Salzburg, oktober 1987) is een Oostenrijks advocaat, auteur en privacyactivist. Hij kwam vooral in het nieuws met zijn klacht bij het Europees Hof van Justitie, waarna het hof in oktober 2015 een einde maakte aan de Safe Harbor Privacy Principles, de overeenkomst voor de uitwisseling van persoonsgegevens tussen Europa en de Verenigde Staten. De uitspraak werd gezien als een sterk signaal voor de bescherming van de digitale grondrechten in Europa. Na een nieuwe klacht van hem, ditmaal tegen Facebook, vernietigde het Hof van Justitie in juli 2020 het EU-VS-privacyschild, de opvolger van de vernietigde Safe Harbor. Hij is ook CEO van het NOYB-initiatief, een Europese NGO die zich inzet voor het afdwingen van wetten op gegevensbescherming.
Max Schrems won reeds verschillende prijzen en erkenningen:
- 2011: positiefprijs Defensor Libertatis van de Oostenrijkse Big Brother Awards.[3]
- 2015: de Positieve privacyprijs Felipe Rodriquez Award in Nederland.
- 2015: Theodor-Heuss-medaille voor burgerzin, in Duitsland.[4]